# Malvaste
Malvaste (Duits: Malweste) is een plaats in de Estlandse gemeente Hiiumaa, provincie Hiiumaa. De plaats heeft de status van dorp (Estisch: küla).
Malvaste lag tot in oktober 2013 in de gemeente Kõrgessaare, daarna tot in oktober 2017 in de gemeente Hiiu en sindsdien in de fusiegemeente Hiiumaa.

## Bevolking
De ontwikkeling van het aantal inwoners blijkt uit het volgende staatje:
| Jaar            | 2000 | 2011 | 2018 | 2020 | 2021 |
| --------------- | ---- | ---- | ---- | ---- | ---- |
| Aantal inwoners | 1    | 3    | < 4  | < 4  | 6    |

## Geografie
De plaats ligt aan de basis van het schiereiland Tahkuna, het meest noordelijke deel van het eiland Hiiumaa. Een deel van Malvaste valt onder het natuurreservaat Tahkuna looduskaitseala (18,6 km²). Langs de zuidgrens van het dorp loopt de Tugimaantee 80, de secundaire weg van Heltermaa via Kärdla naar Luidja.

## Openluchtmuseum
Een boerderij in het dorp is ingericht als openluchtmuseum (Estisch: Mihkli talumuuseum, ‘Boerderijmuseum van (de aartsengel) Michaël’). Het bestaat uit het woonhuis (gebouwd in 1843 en verbouwd in 1897) en een aantal bijgebouwen uit de 19e en de vroege 20e eeuw. De laatste bewoners vertrokken in 1987. In 1998 werd het complex als museum ingericht.

## Orthodoxe kapel
Het eiland Hiiumaa had orthodoxe kerken in Kuri, Puski en Taterma. In Kõpu was een dependance van de kerk. Alleen de kerk van Taterma is nog in gebruik. Die plaats ligt aan de zuidkant van het eiland. Voor de orthodoxen op de noordelijke helft van het eiland is er een kapel in Malvaste (Estisch: Malvaste kabel).
De parochie van Malvaste werd gesticht in 1885 als plaatselijke afdeling van de parochie van de kerk in Puski. In 1925 werd in Mavaste een eenvoudige houten kapel gebouwd als bijkerk van Puski. Tegelijkertijd werd begonnen met de aanleg van een orthodox kerkhof. De kapel, gewijd aan de profeet Elia, heeft een dak van stro. In 2008 is de kapel gerestaureerd. Diensten vinden op onregelmatige tijden plaats. De kapel hoort bij de Estische Apostolisch-Orthodoxe Kerk.

## Geschiedenis
Malvaste werd voor het eerst genoemd in 1565 onder de naam Malm, Malma of Malmas, een dorp in de Wacke Roykell (Reigi). Een Wacke was een administratieve eenheid voor een groep boeren met gezamenlijke verplichtingen. In 1798 was het een dorp Malmas op het landgoed Hohenholm (Kõrgessaare).
De buurdorpen Kauste, Kodeste, Meelste en Tahkuna hebben alle vier een tijdlang deel uitgemaakt van Malvaste.

## Foto's

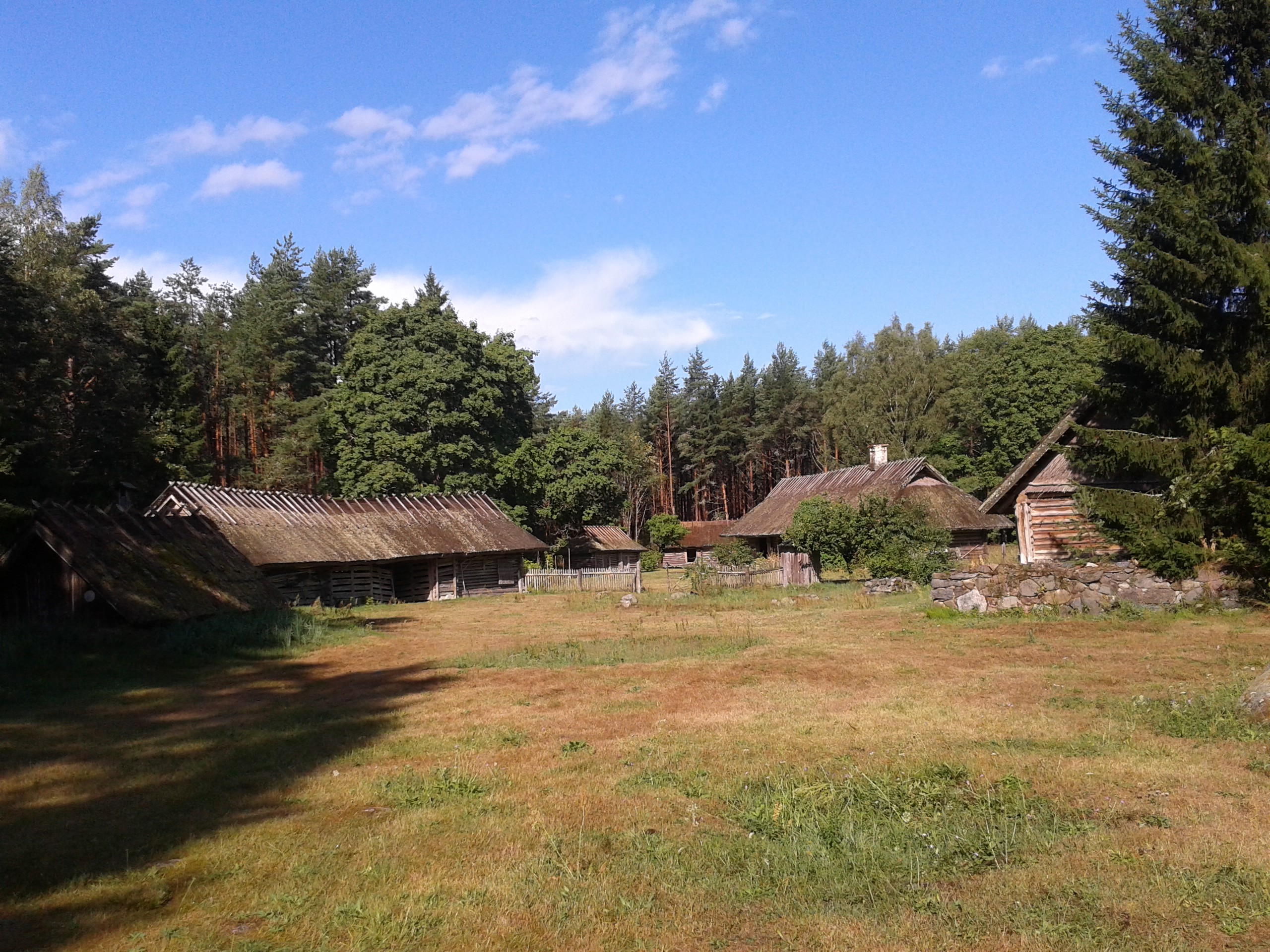
Boerderijmuseum
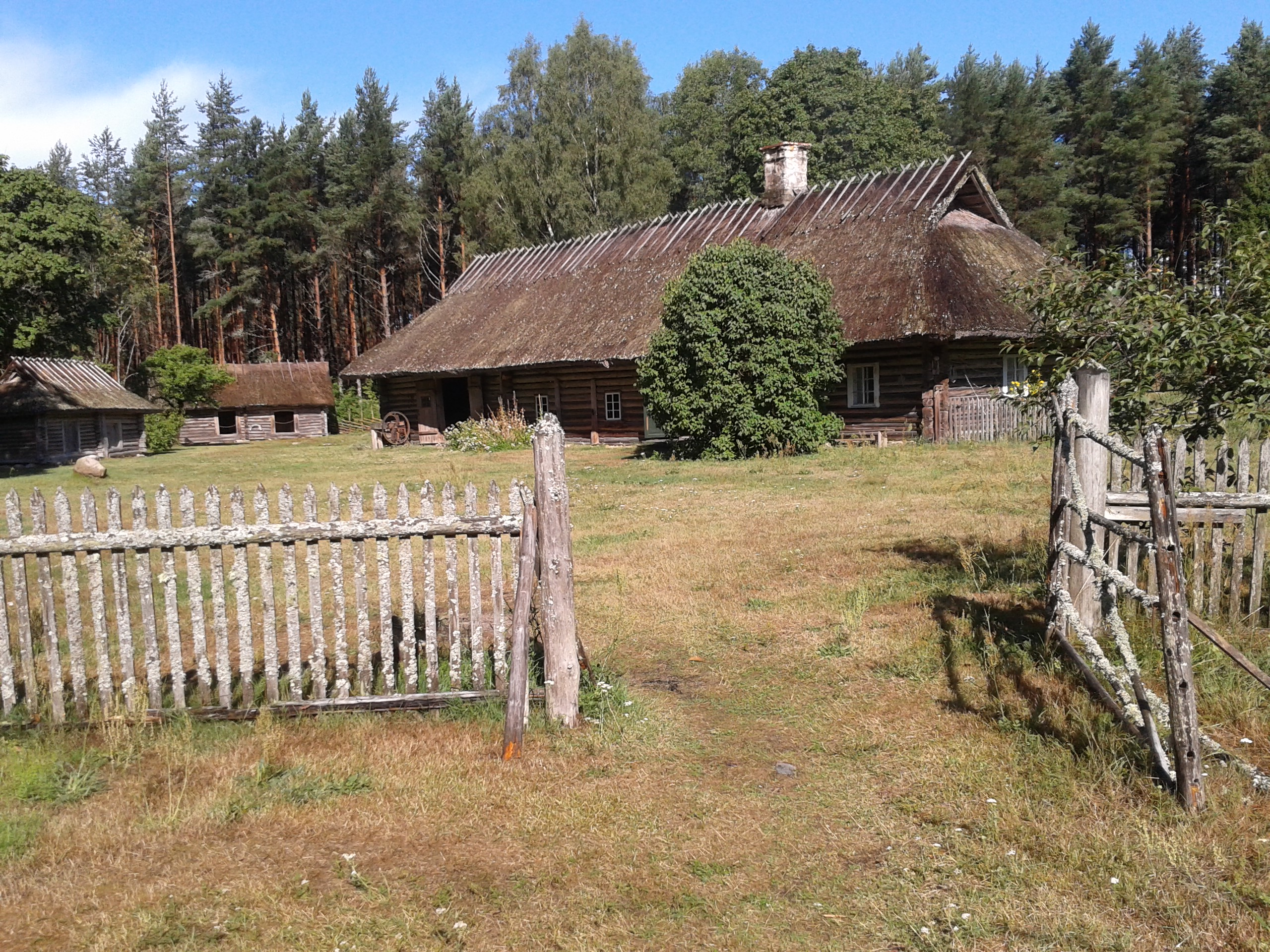
Hoofdgebouw
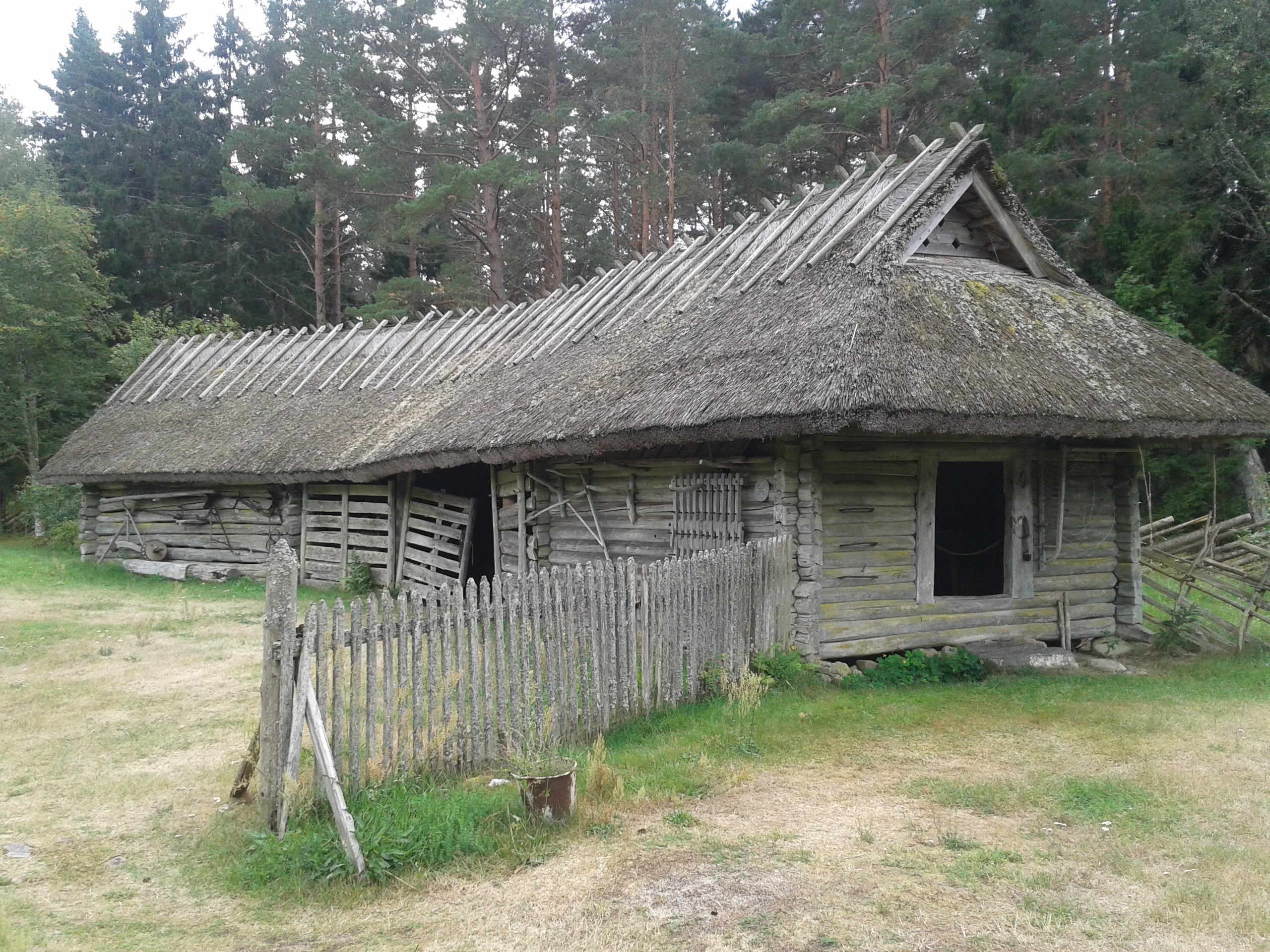
Schuur
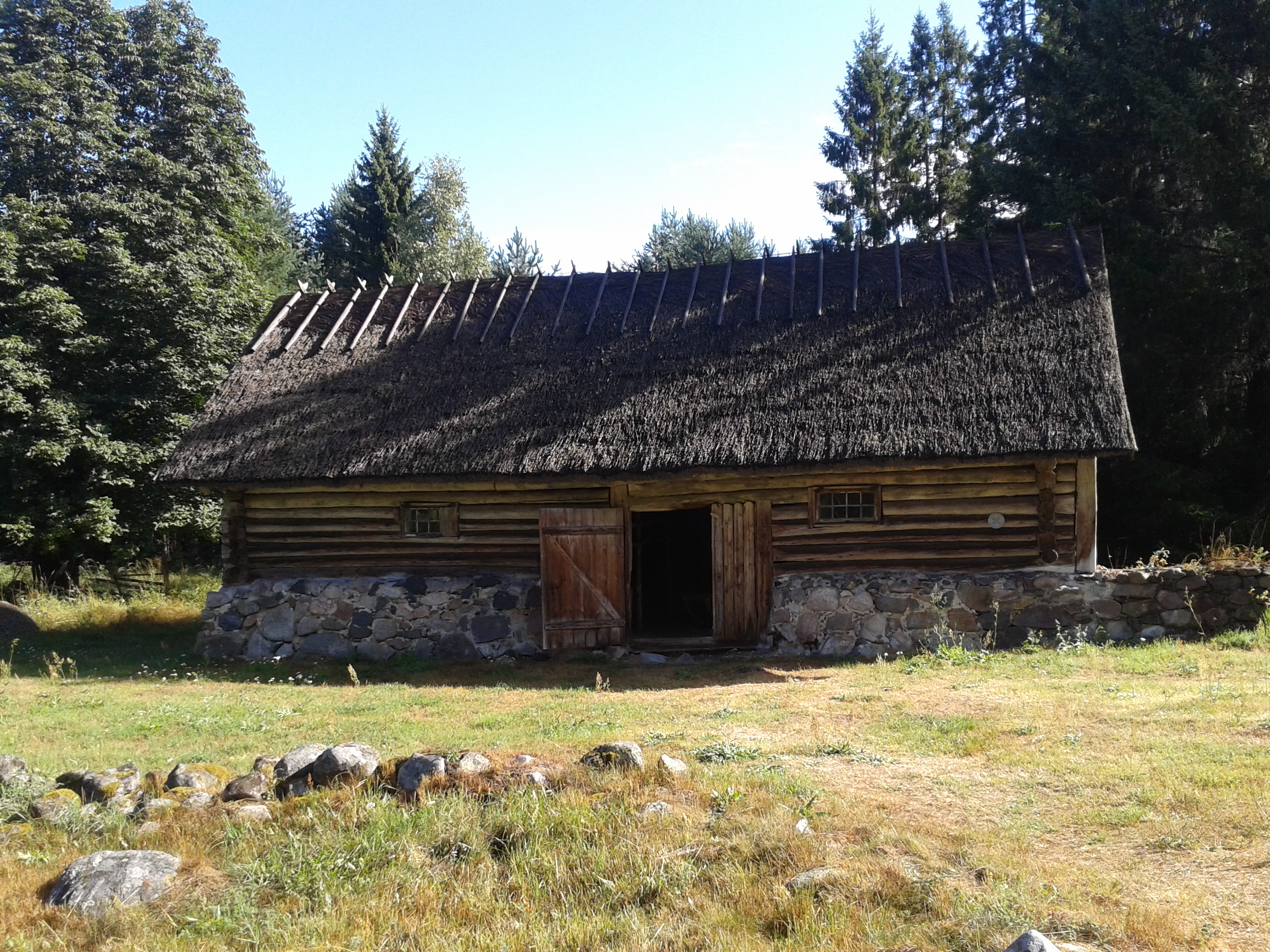
Stal
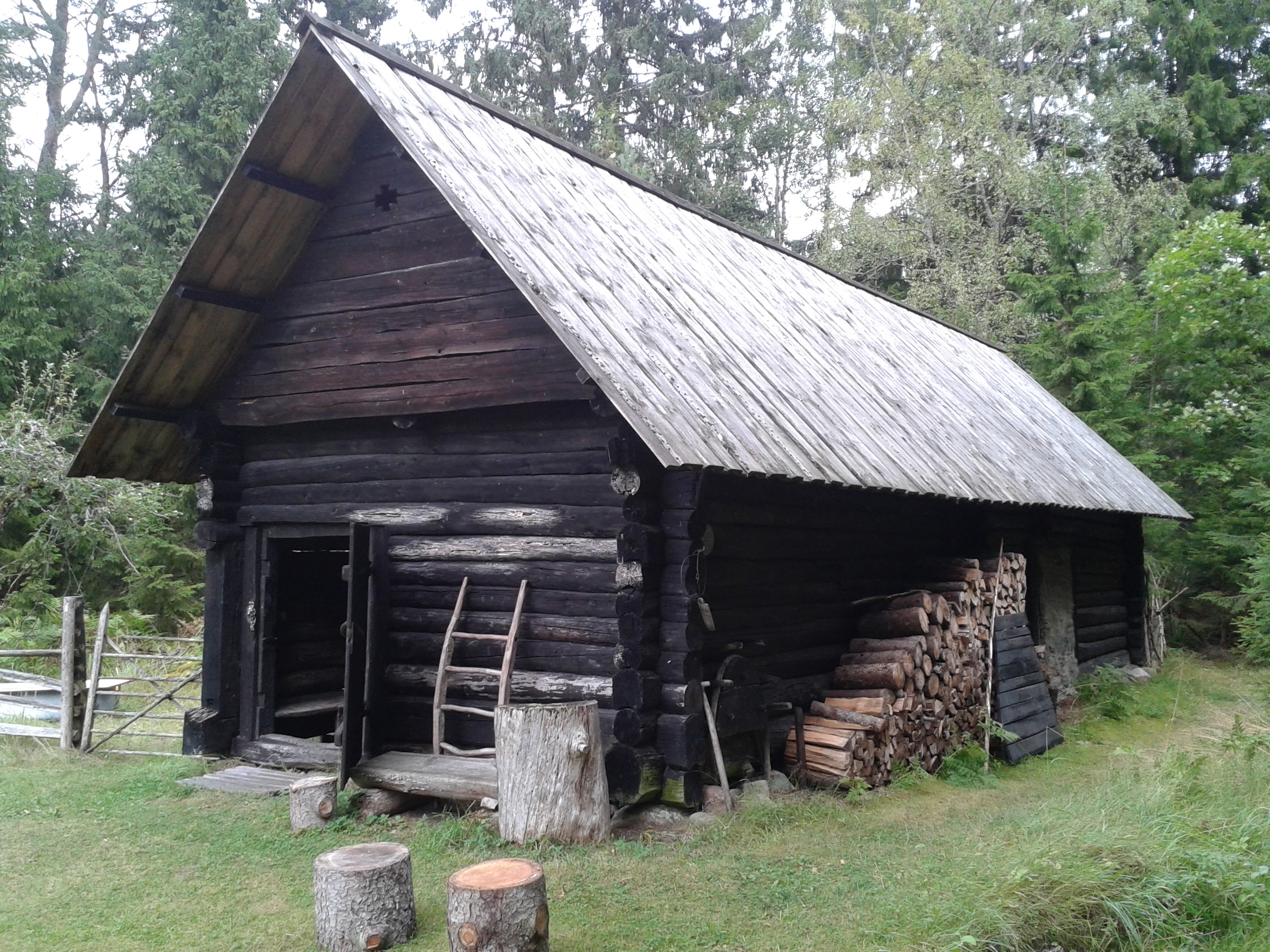
Sauna
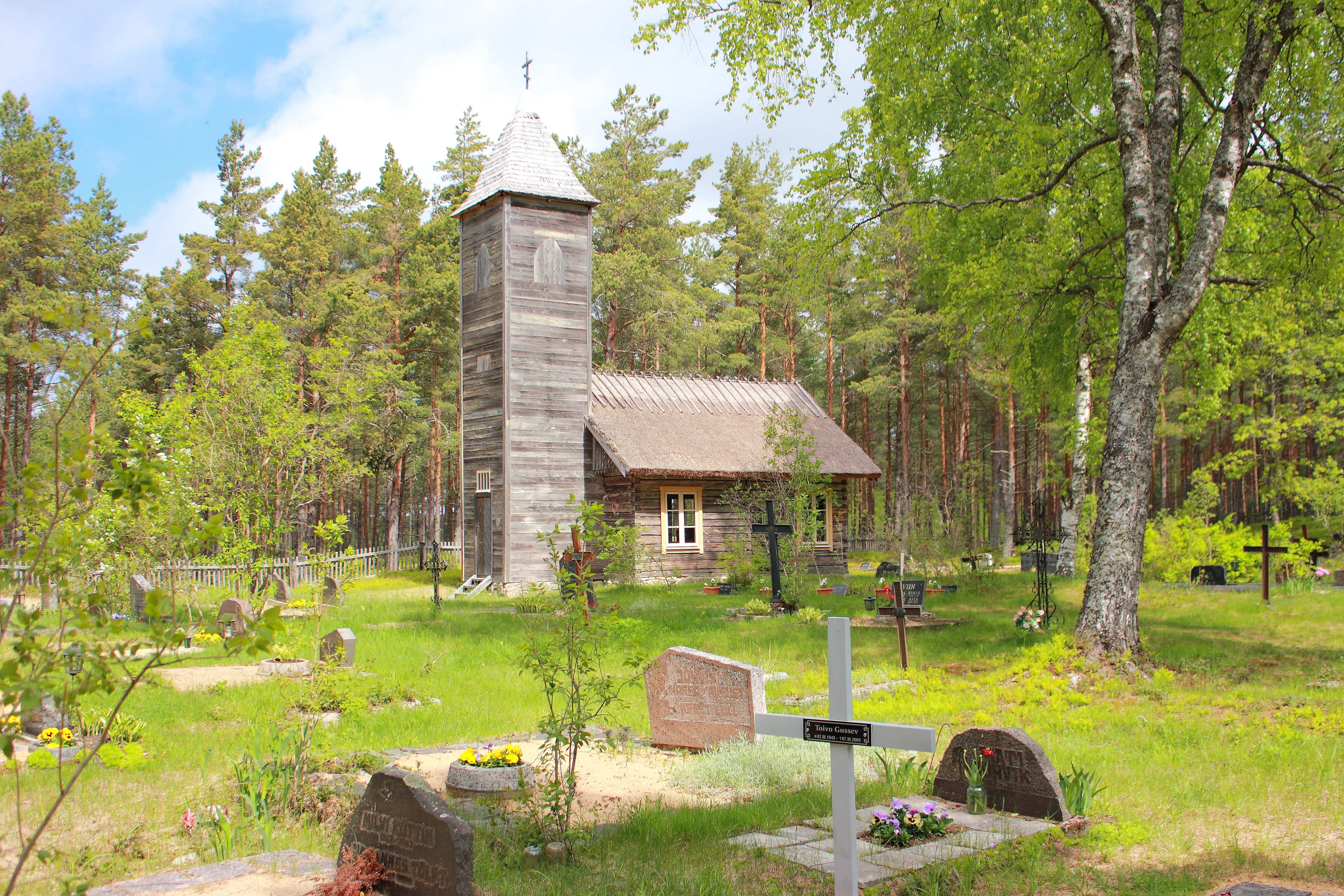
De kapel van Malvaste